# Henry van de Velde
Henry van de Velde (Amberes, 3 de abril de 1863 - Ober-Ägeri, Suiza, 25 de octubre de 1957), arquitecto, diseñador industrial y pintor belga que trabajó en varios países europeos (Francia, Alemania, Suiza y Países Bajos).
Es considerado junto a Victor Horta y Paul Hankar uno de los fundadores del Modernismo en Bélgica. Más tarde evolucionó hacia el Racionalismo mostrándose partidario de la ausencia de ornamentación. Dirigió desde 1902 el Weimar Kunstergewerblicher Institute (escuela de artes y oficios), que se convirtió en 1919 en la Bauhaus de Gropius.
Defendió sus ideas sobre el arte en escritos como El arte futuro (1895) y Observaciones generales para una síntesis de las artes (1895).
Pensaba que todas las artes debían supeditarse a las artes decorativas, ya que mejorando el entorno del hombre, el hombre mejoraba. Por ese motivo diseñaba hasta el último detalle de sus espacios, componiendo sus obras en su totalidad, a través de una línea constructiva y utilitaria.

## Orígenes y formación
Nacido en Amberes, Henry Van de Velde fue el sexto de los ocho hijos en una familia cuyo padre era farmacéutico Charles Van de Velde, originario de Bruselas, organizaba encuentros en torno a compositores de todo el mundo. Henry hizo sus estudios en Amberes y durante el curso escolar 1879-1879 fue compañero de clase de Max Elskamp, futuro poeta, con quien mantuvo una amistad.
Henry ingresó a la Academia de Bellas Artes de Amberes en 1880 y permaneció allí hasta 1882; también se convirtió en alumno del pintor Charles Verlat en su estudio privado. En 1883 quedó muy marcado por una exposición de pintores impresionistas celebrada en Amberes; por lo que quiere ir a París y terminar sus estudios allí. Allí conoció al grupo formado en torno a la Sociedad de Artistas Independientes que acababan de crear Paul Signac y Georges Seurat. Augustin Feyen-Perrin le aconsejó continuar sus estudios con Carolus-Duran quien lo aceptó como alumno para el curso 1884-1885. Entonces Henry comienza a pintar, muy influenciado por los postimpresionistas y las obras de los puntillistas.

## Primeras investigaciones
Regresó a Bélgica a finales de 1884 y se aisló para pintar durante casi tres años. Encontró refugio en una pequeña posada en Wechelderzande, cerca de Amberes. Conoció a otros artistas que vivían allí, formando una especie de colonia. Encontramos a Adrien-Joseph Heymans, Florent Crabeels y Jacques Rosseels. Además de la pintura, Henry devora las obras de Émile Zola y Friedrich Nietzsche. Durante el verano de 1887, su madre, que ya padecía cáncer, le visitó y su hijo la cuidó y la utilizó como modelo para sus cuadros. Durante el invierno de 1887-1888 regresaron juntos a Amberes.
Esta estancia tuvo consecuencias. Apenas regresado a Amberes, fundó con Max Elskamp, Georges Serigier, George Morren y el abogado Charles Dumercy, la Asociación para el Arte Independiente que permaneció activa durante tres años.
A finales de 1888, Henry partió hacia Bruselas y se unió al Groupe des XX fundado por Octave Maus, participando en su 6.ª exposición (febrero-marzo de 1889). Habiéndose convertido en un “hombre del siglo XX”, coorganizó una gran exposición en torno a Vincent Van Gogh, cuyo arte tuvo un profundo efecto en él. Henry se vuelve muy cercano a Théo van Rysselberghe y al escultor Constantin Meunier, quienes también gravitan en torno a este grupo. Durante el invierno había participado en las reuniones organizadas por el poeta Edmond Picard.

Henry seguía buscándose a sí mismo y, vencido por la neurastenia, pasó el verano de 1889 con su hermano en la Villa Blankenbergher, donde conoció a Charles van Lerberghe, con quien trabó amistad, Émile Vandervelde y el abogado Max Hallet.

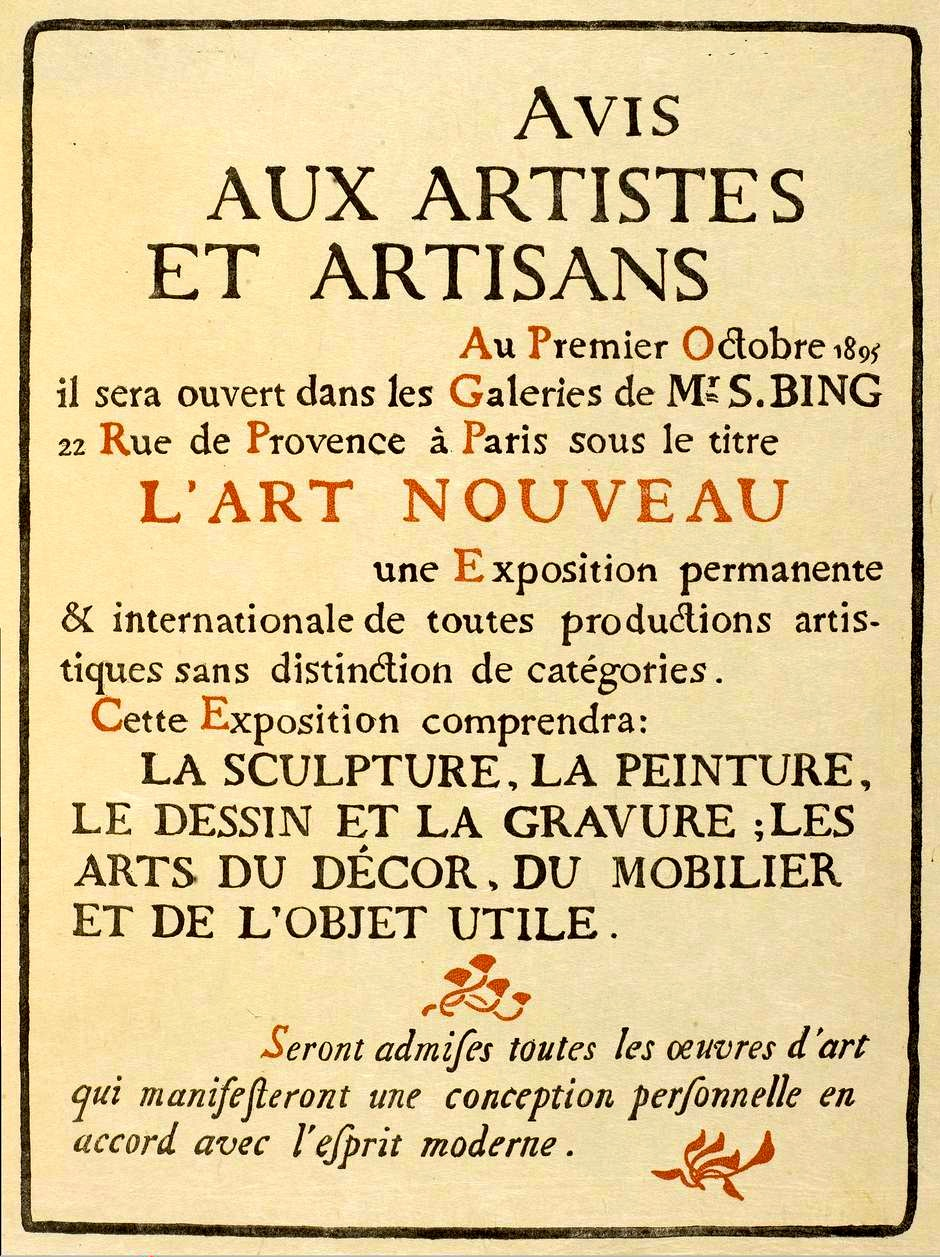
Art Nouveau, cartel para las galerías de Siegfried Bing (París, 1895).

En 1890, escribió en su diario: “No habrá lugar en la sociedad del futuro para nada que no sea útil para todos."

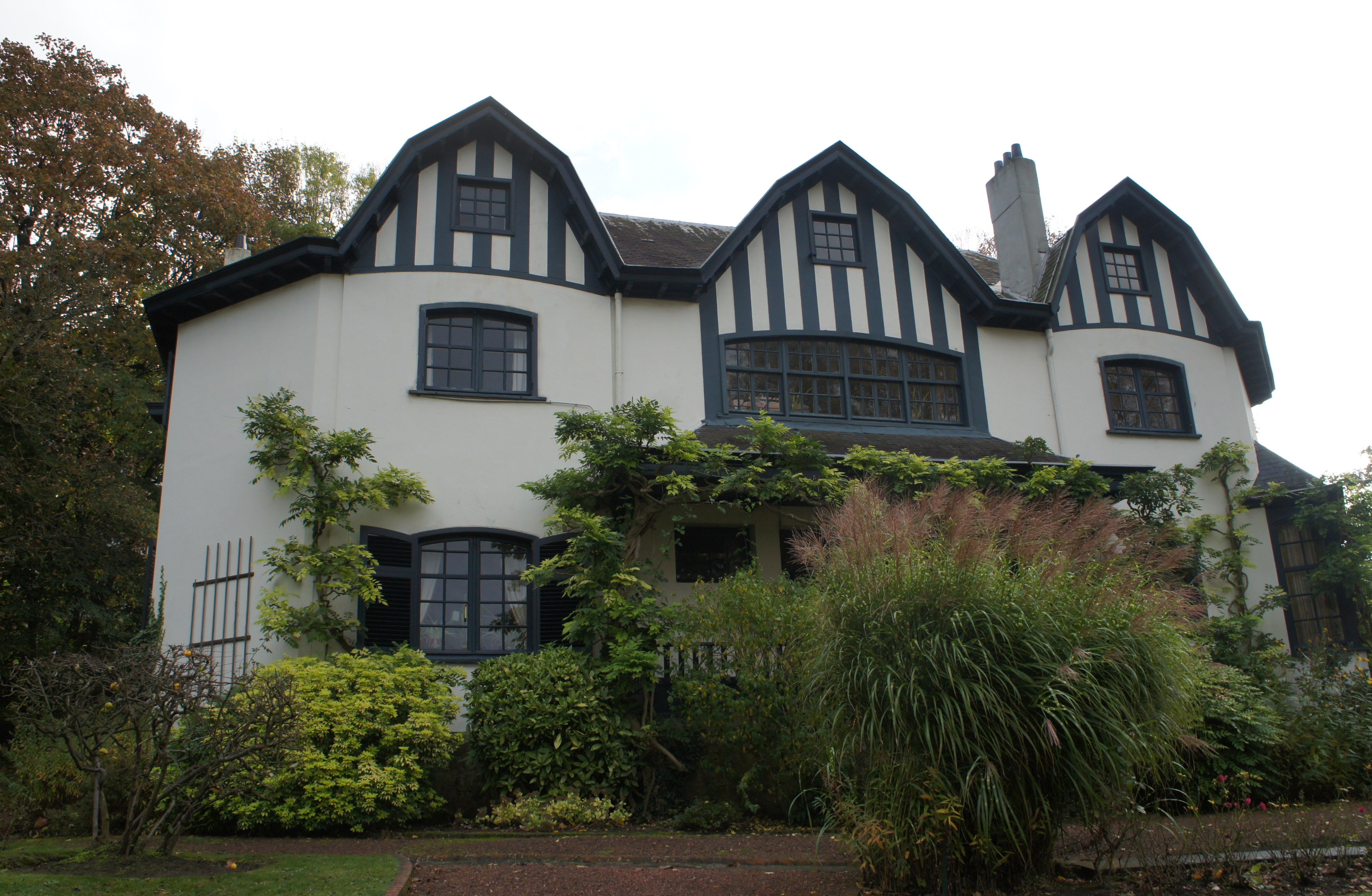
La villa Le Bloemenwerf en Uccle (1895).

## Adiós a la pintura
Después vivió con su hermana y su cuñado en Kalmthout, en una casa llamada Vogelenzang. A principios de la década de 1890 comenzó a colaborar con la revista Innen-Dekoration fundada por Alexander Koch, demostrando así su interés por la decoración de interiores y la artesanía artística. También participó en la fundación de la revista literaria Van Nu en Straks gracias a Auguste Vermeylen.
Entonces abandona por completo la pintura. Se vuelve hacia el arte del bordado. Desde mediados de octubre de 1892 hasta la primavera de 1893, Van de Velde vivió con su tía, una bordadora experimentada, en Knokke-Heist, para aprender todos los secretos de esta técnica. El resultado es un tapiz, titulado Engelswache, que muestra un  grupo de mujeres inclinadas sobre su trabajo de costura en tonos cercanos a los de Paul Gauguin. También se interesa por la platería, la orfebrería, la porcelana y la cuchillería, por el diseño de moda, en definitiva, por todas las artes decorativas. En abril, lo visitan Maria y Théo van Rysselberghe. Les acompañan Émile Verhaeren, Alfred William Finch y Maria Sèthe.

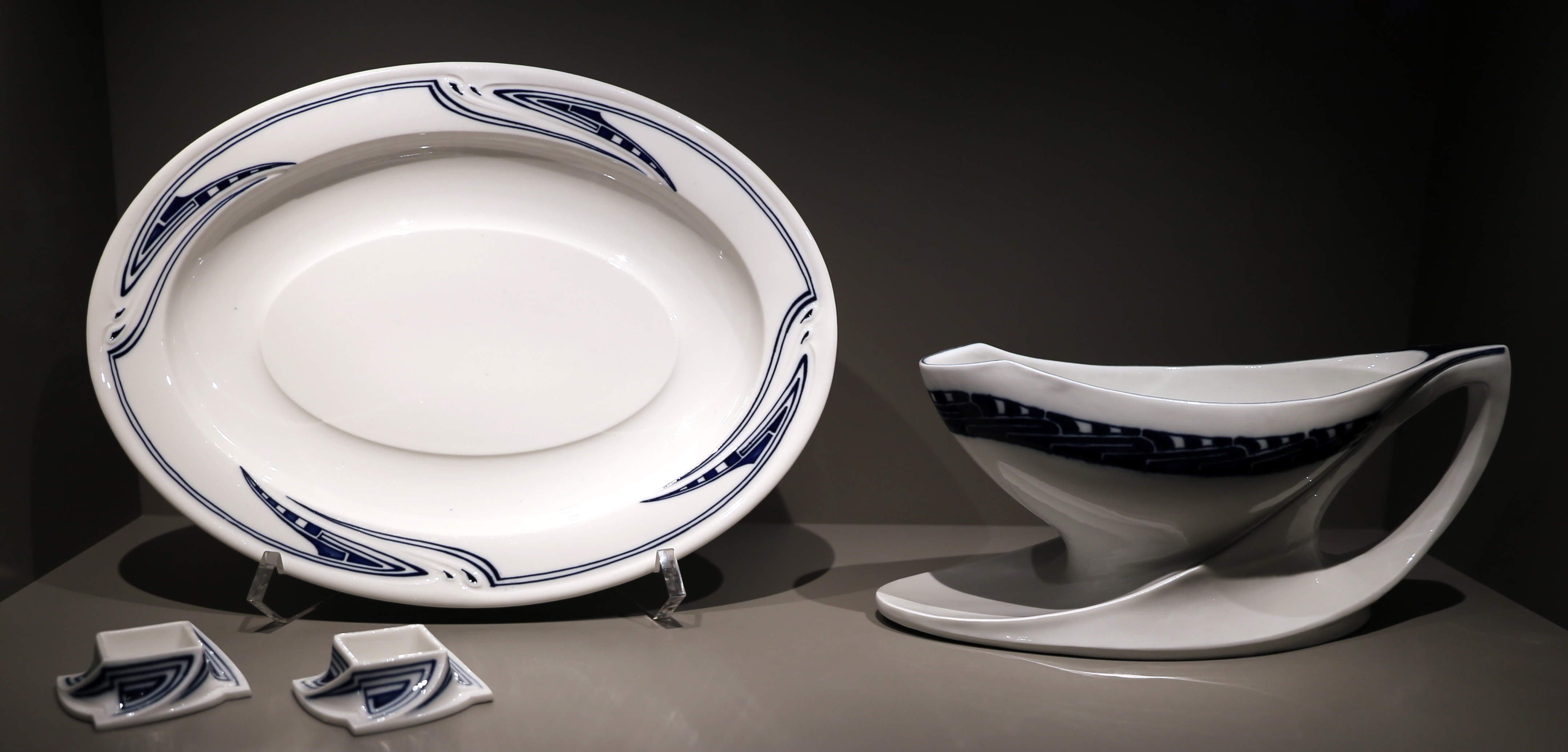
Henry van de velde, 1903-04

Su encuentro con Maria Sèthe es decisivo. Se casó con ella en mayo de 1894, y ella contribuyó en gran medida a la nueva inclinación de su arte. Colaboran juntos en una serie de proyectos, incluido el diseño de papel de tapizado y ropa de mujer. Henry dibuja los planos de su casa, ubicada en Uccle: bautizada Le Bloemenwerf, que se convierte en la primera experiencia arquitectónica de Van de Velde, inspirada en el movimiento Arts & Crafts británico, en particular para la fachada que recuerda un poco a la Red House diseñada por William. Morris. Rodeando la casa, crearon un jardín paisajístico, diseñado por Maria Sèthe.
En la primavera de 1895 conoció a Julius Meier-Graefe, el alma crítica de la revista de arte Pan, en la que colaboraría. A través de Meier-Graefe, entró en contacto con Siegfried Bing de París, quien le encargó para su tienda, la Maison de l'Art Nouveau, una serie de objetos y sobre todo un conjunto decorativo destinado a cuatro nuevas áreas de venta, un vestíbulo comedor, un mueble de madera de limonero, un fumador de madera del Congo y una sala en forma de rotonda con muebles incorporados y herrajes a juego.

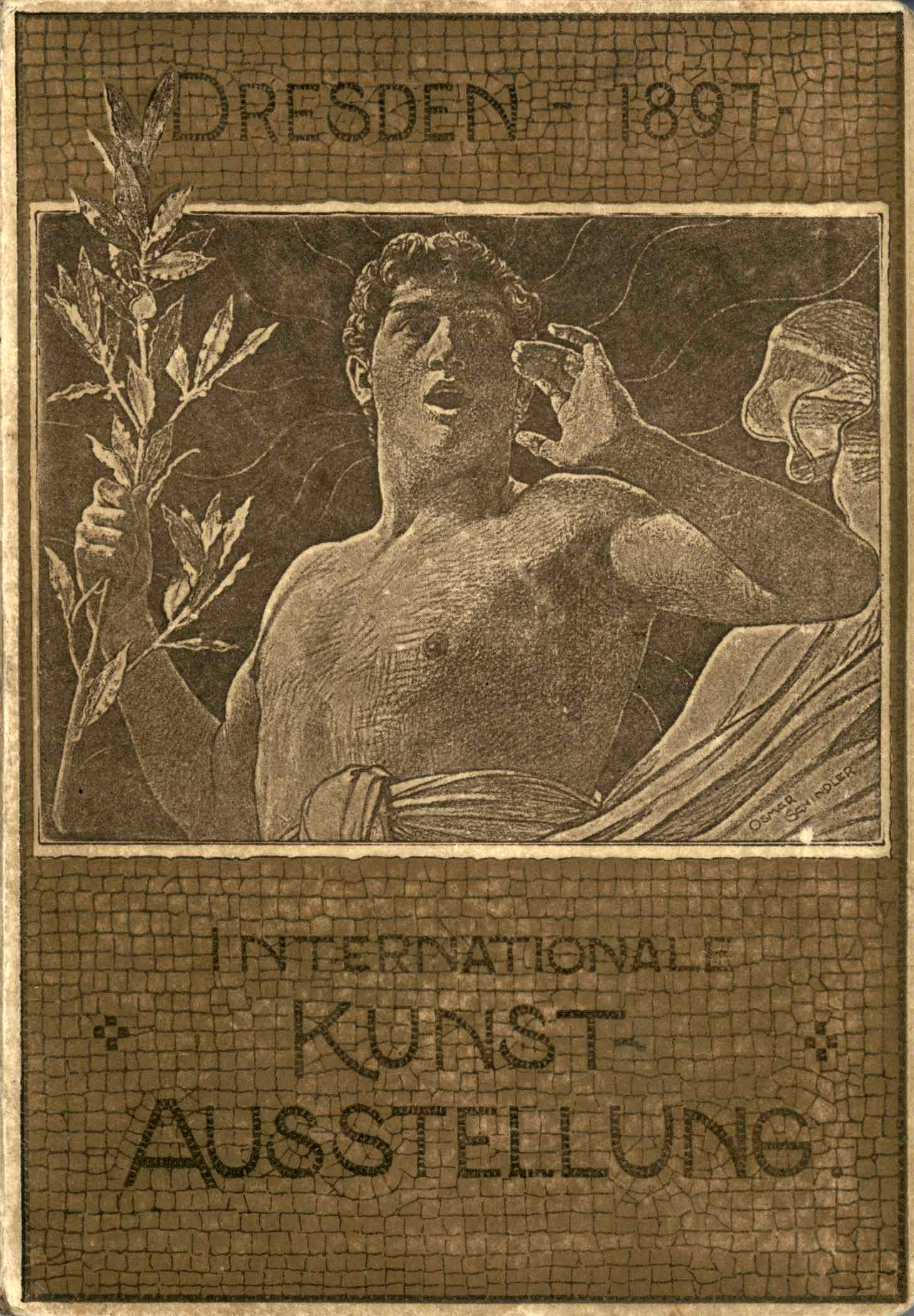
Cartel de la Exposición Internacional de Arte, Dresde, 1897 (diseño: Alwin Arnold).

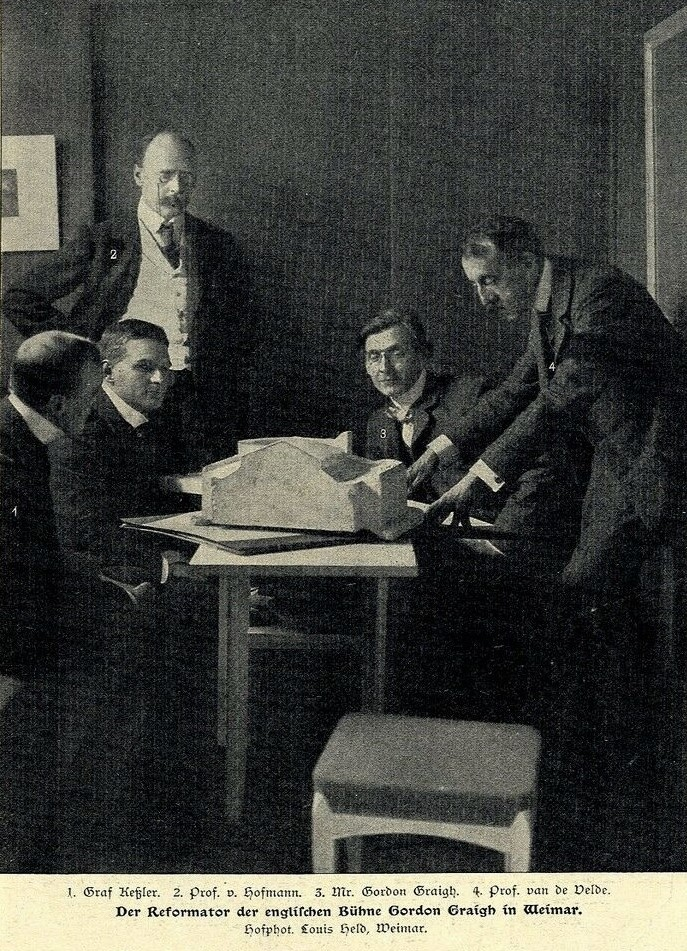
Harry Kessler (1), Ludwig von Hofmann (2), Edward Gordon Craig (3) y Henry van de Velde (4), inclinados sobre los planos del Instituto de Artes Decorativas e Industriales de Weimar (foto de Louis Held, 1904).

## Consagración en Alemania

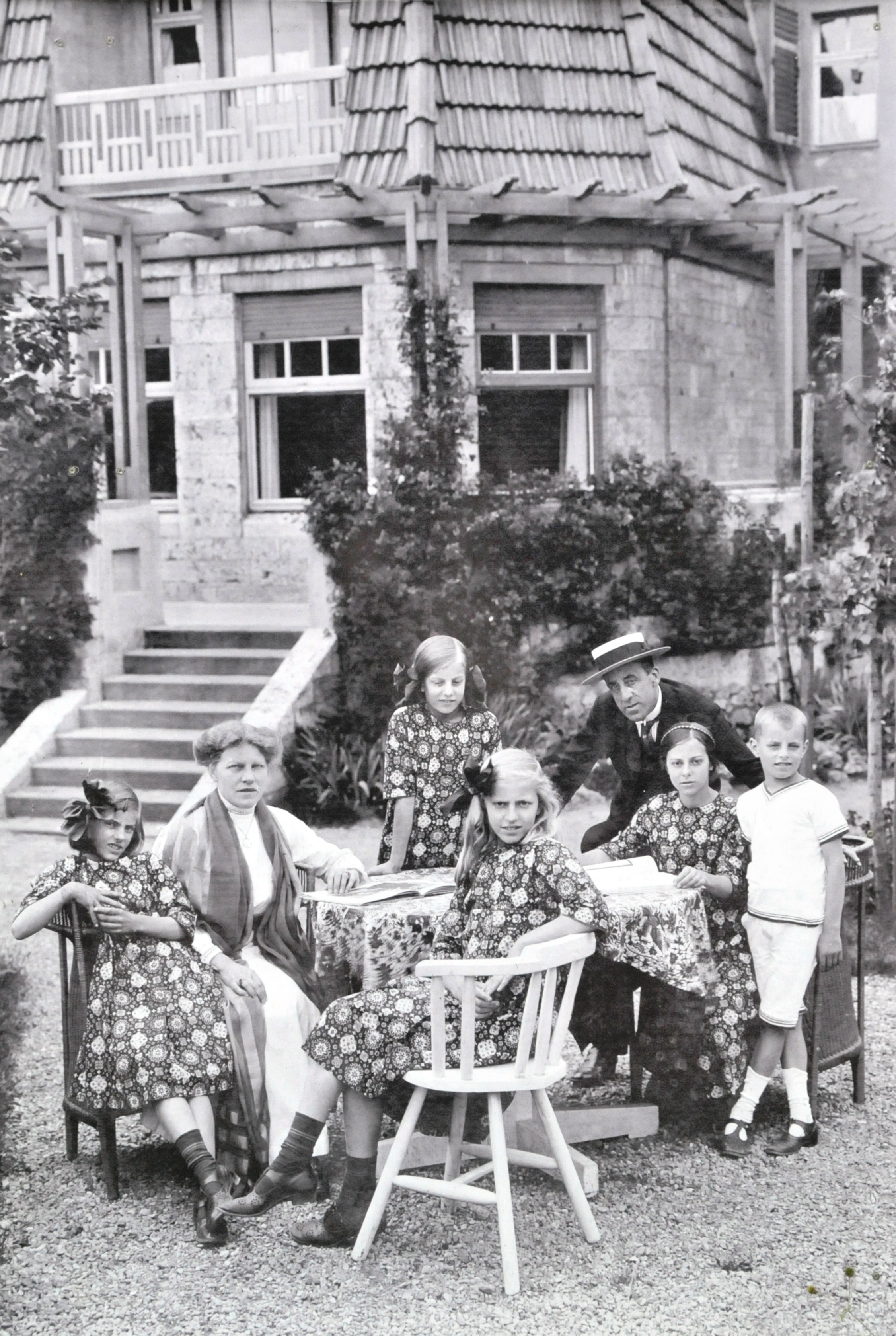
La familia Van de Velde en Weimar frente a Haus Hohe Pappeln (1912).

A pocas semanas de la inauguración de la exposición Bing en París, que provocó una gran conmoción, una delegación de Dresde, encabezada por el director general de los museos de esta ciudad, el concejal Woldemar von Seidlitz, visitó la galería. Seidlitz propone desmantelar las cuatro salas diseñadas y creadas para Bing por Van de Velde y reinstalarlas en Dresde en el marco de la Exposición Internacional de Arte de 1897; además, Van de Velde crearía una “sala de relajación” para los visitantes. También se invita a Constantin Meunier al que se le ofrecen dos grandes salas para una retrospectiva de su obra. Los dos amigos llegan a Dresde con sus familias y se alojan en el Hotel Bellvue. Tras la exposición, que duró tres semanas, Van de Velde ya no es un desconocido en Alemania. De regreso a Bélgica, Van de Velde visitó al pintor Curt Herrmann, originario de Berlín, quien se convertiría en uno de sus primeros clientes.
De hecho, de vuelta a casa, Van de Velde abrió su primer estudio creativo en Ixelles, que fundó como sociedad anónima, gracias a un primer inversor, Eberhard von Bodenhausen, un colaborador cercano de Herrmann. A partir de entonces se dedicó a la producción de muebles, lámparas, joyería, encuadernaciones, entre otras cosas. Se pone en contacto con los distintos "showrooms" de París, Berlín y La Haya, y esta visibilidad le permite incrementar los pedidos. Entre sus clientes se encuentran los belgas, intelectuales y amantes del arte que se dejan seducir por este nuevo movimiento artístico. Del lado alemán, apareció el joven Herbert Eugen Esche (1874-1962), de una conocida familia de industriales textiles de Chemnitz. En 1902, Esche le encargó una casa y la decoración de sus interiores, la famosa Villa Esche.
Otro encuentro definitorio es el de Harry Kessler. El barón y patrón primero le hizo amueblar su apartamento de Berlín en la Köthener Strasse; más tarde, Van de Velde se ocupa de la decoración interior de su casa en Weimar, en la Cranachstrasse. Gracias a Kessler, fue invitado a dar una serie de conferencias sobre Art Nouveau en Berlín, en los salones de Cornelia Richter. Por su parte, el barón participó en los "talleres de artes aplicadas" organizados por Van de Velde en la capital alemana.
En 1901, Van de Velde aceptó la invitación de Kessler para trasladarse a Berlín. Allí conoce a Elisabeth Förster-Nietzsche, quien le pide que transforme la Villa Silberblick en Weimar, con el objetivo de exhibir los archivos de Nietzsche. Para ello, desarrolló el concepto de “transcripción ornamental” o arte programático aplicado a la arquitectura, el mobiliario y la maquetación de libros.
Además de la Villa Esche, llegaron otros encargos de arquitectura para particulares, como la Villa De Zeemeeuw para el Doctor Leuring, en Scheveningen, Países Bajos (1901-1902), y los de Karl Ernst Osthaus, uno de los más importantes coleccionistas de arte alemanes. y mecenas de su tiempo. Este último le presenta un proyecto de museo de bellas artes destinado a la región industrial del Ruhr. Van de Velde diseña la decoración pero también la circulación interior, y también le asesora en la constitución del fondo; mientras que Osthaus coleccionaba pinturas alemanas bastante académicas de la primera mitad del siglo XIX, Van de Velde le presentó a los pintores modernos belgas y franceses. Así nació en Hagen el proyecto del Museo Folkwang (1902). Para Osthaus, también diseñó una casa privada en Hagen en 1907.
A través de Kesler y Förster-Nietzsche, Van de Velde conoció al Gran Duque Guillermo-Ernesto de Sajonia-Weimar-Eisenach, quien le encargó una importante misión cultural, destacando las producciones culturales de la región. Van de Velde decidió entonces residir con su familia en Weimar. Eligió la Cranachstrasse, donde sería vecino de Kessler y Förster-Nietzsche. Con María, equipó su residencia con los pocos muebles que trajo de la casa Bloemenwerf de Uccle. Su amigo el ilustrador sueco Hugo Westberg fue el que aseguró el traslado entre Berlín y Weimar. Pero el apartamento de alquiler rápidamente se quedó pequeño para la familia Van de Velde, que ya contaba con siete personas: en 1906 y Henry trazó los planos de su propia casa, en el 58 de Belvederer Allee, la Haus Hohe Pappeln.
El 15 de octubre de 1902 inauguró el primer ciclo del Kunstgewerbliche Seminar (seminario de formación en artes aplicadas) en Weimar.
En 1907 se convirtió en cofundador del Deutscher Werkbund en Múnich. En 1914, se opuso a Hermann Muthesius respecto a los diseños arquitectónicos, durante un debate histórico, teniendo el primero una visión más individualista que el segundo, quien abogaba por una estandarización de los conceptos relacionados con el hábitat.
En abril de 1908 se inauguró el Instituto de Artes Decorativas e Industriales de Weimar, financiado por el Gran Duque. Hasta su cierre en 1915 a causa de la guerra, Van de Velde fue su director. Esta escuela se convertirá en el núcleo duro de la futura Staatliches Bauhaus en 1919.
Con Anna Muthesius y Paul Schultze-Naumburg, diseña una línea de ropa femenina de inspiración artística. En 1902, se inauguró una “sala Van de Velde” dentro de la exposición industrial y comercial de Düsseldorf (Industrie- und Gewerbeausstellung Düsseldorf). De 1908 a 1909, rediseñó completamente el interior del Schloss Lauterbach (Neukirchen/Pleiße) en estilo Art Nouveau. Aparte de la escuela, los contratos de construcción prometidos por el Gran Duque no se pudieron materializar. Se cancelan proyectos como el monumento dedicado a Nietzsche, un teatro de verano para la actriz berlinesa Louise Dumont y un restaurante. Por otro lado, Van de Velde trabaja con éxito como arquitecto para otros clientes privados.
Al declararse la Primera Guerra Mundial y ser llamado al frente, Harry Kessler le pidió a Van de Velde que dirigiera la Cranach Press en su ausencia, lo que hizo desde agosto de 1914 hasta 1916.

## El edificio de la escuela de arte de Weimar

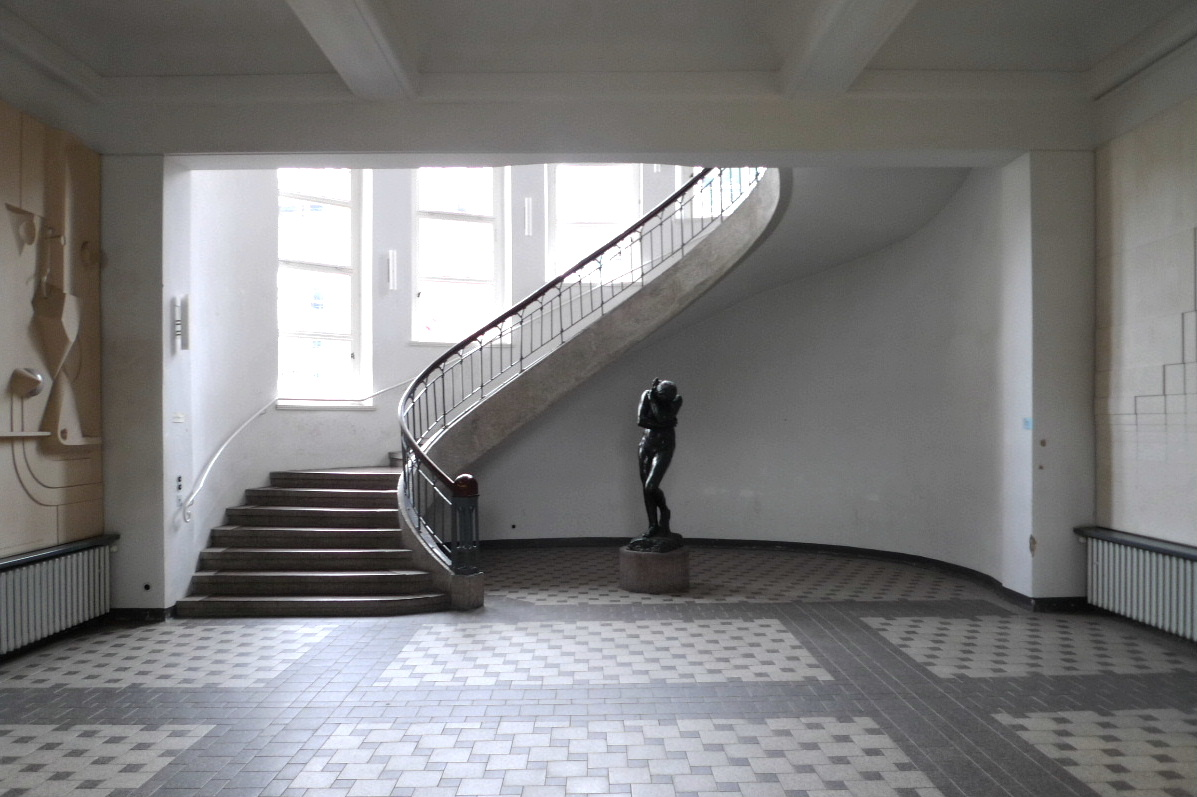
Vista del hall de entrada con la escalera elíptica y la "Eva" de Rodin

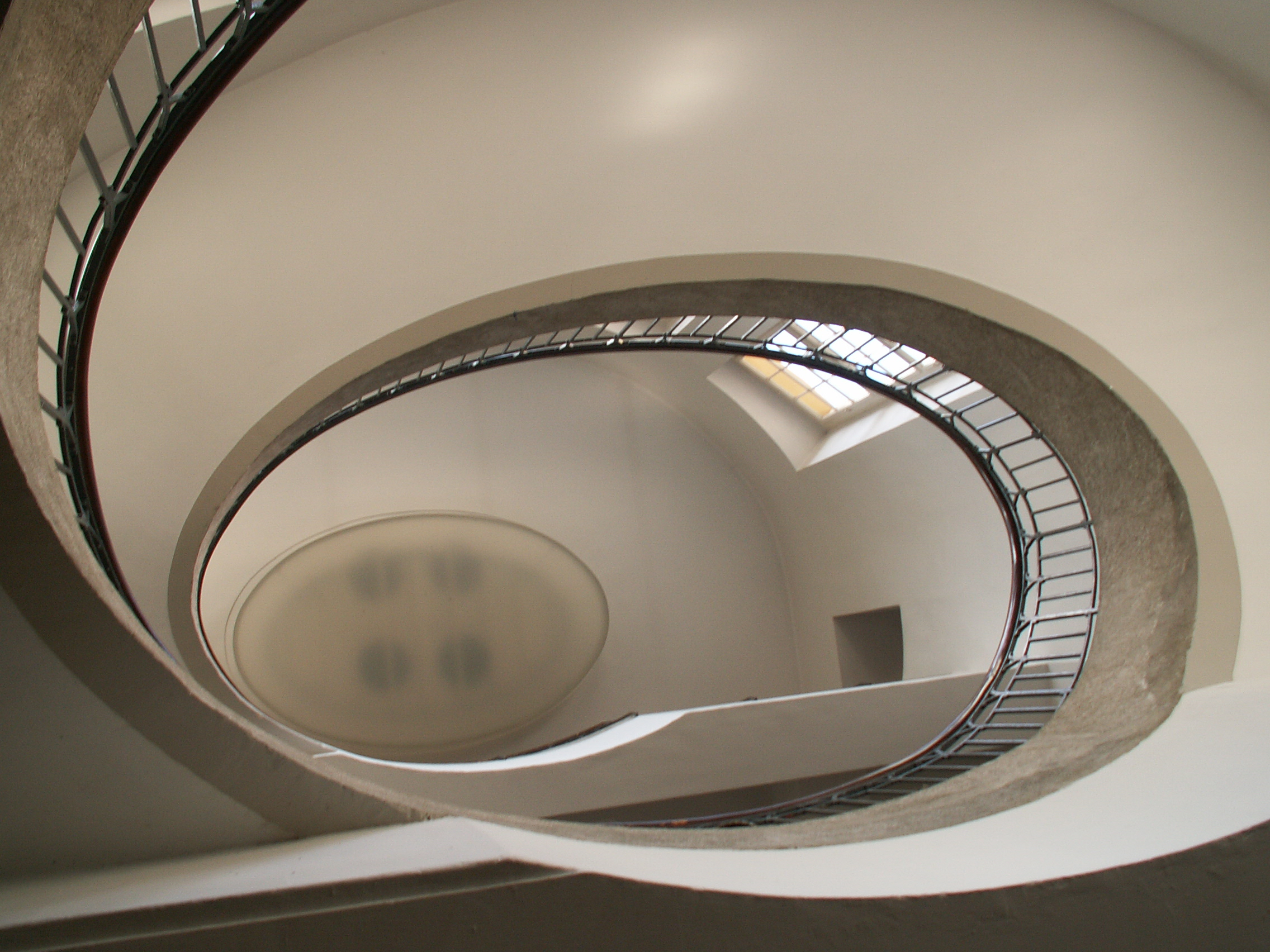
Ojo del hueco de la escalera de la Universidad Bauhaus (Van de Velde).

El edificio de la escuela de arte (también llamado "edificio de estudio" ) se construyó en dos fases en 1904/05 y 1911 frente al edificio de la escuela de artes y oficios de 1905/06 en lo que entonces era la Kunstschulstraße según los planos de Henry van de Velde. Ambos edificios apuestan por el Art Nouveau y son expresión de la incipiente renovación de la arquitectura basada en el diseño funcional y matérico. Como lugar de fundación de la Bauhaus en 1919, es uno de los edificios de la escuela de arte más importantes de principios de siglo. En el interior del edificio destacan especialmente los diseños de los muros de Herbert Bayer y Joost Schmidt, el lucernario, la escalera elíptica y la "Eva" de Auguste Rodin.
En diciembre de 1996, el edificio de la escuela de arte fue incluido en la Lista del Patrimonio Mundial de la UNESCO junto con el edificio de la escuela de artes y oficios (edificio Van de Velde). En 1999, la renovación dirigida por el arquitecto Thomas van den Valentyn restauró en gran medida el estado original, incluido el Gropiuszimmer (sala del director de Walter Gropius) diseñada en 1923 como "Gesamtkunstwerk" para la exposición de la Bauhaus de 1923, que existía en su estado original hasta la primavera de 1925.
Como edificio principal de la Universidad Bauhaus en Weimar, ahora es utilizado por la Facultad de Arquitectura como la Oficina del Decano, la Facultad de Diseño y la Oficina del Rector.

## Estancia en Suiza

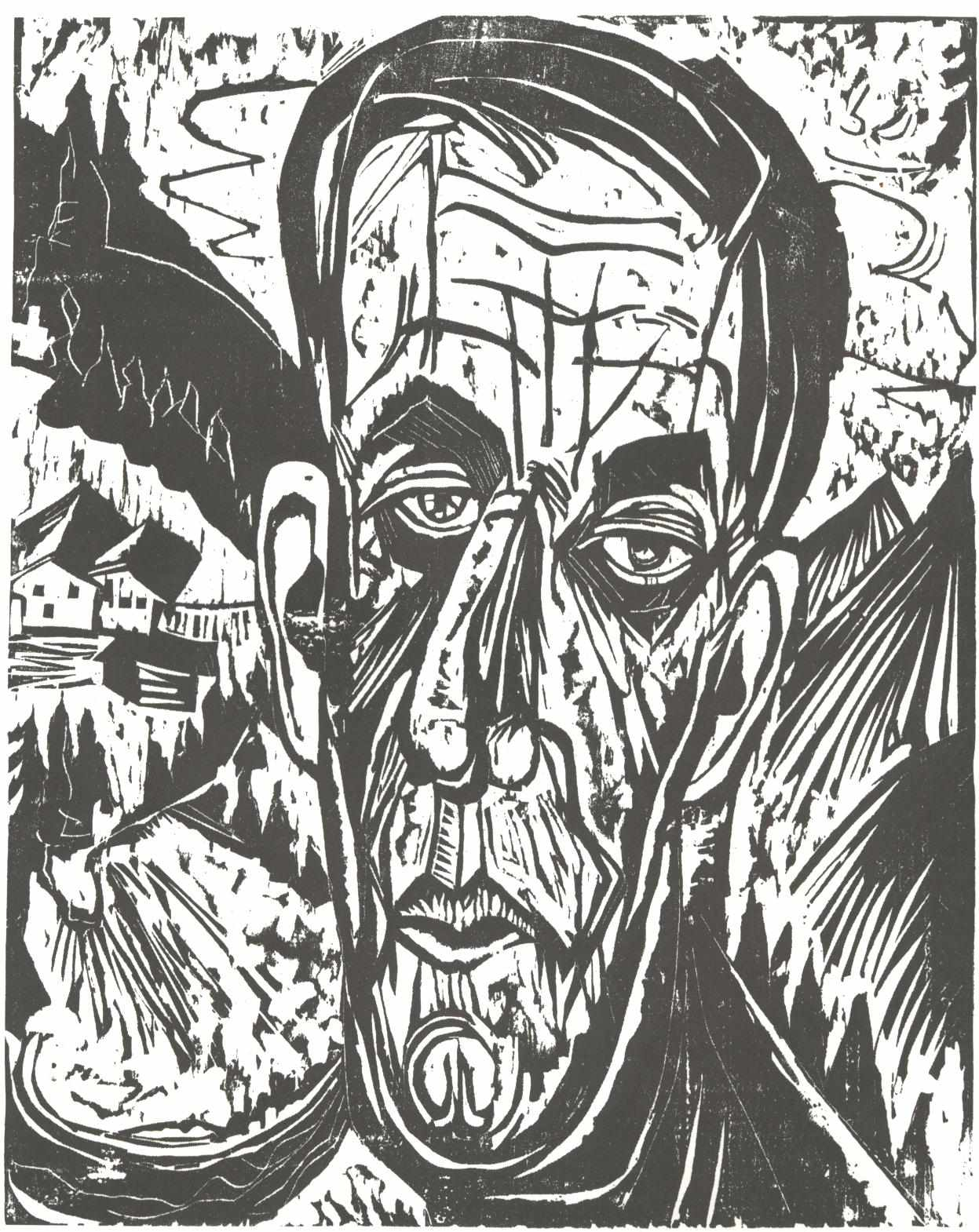
Kirchner - Van de Velde

En Alemania, cuando se tomó conciencia de que la guerra podría acabar en derrota, los problemas comenzaron para él y su familia a fines de 1916: bajo múltiples presiones, fue expulsado de Alemania como extranjero, ciudadano de un país opuesto a Alemania (que había invadido Bélgica, país neutral). Convocado para presentarse en la policía tres veces al día, a pesar de tener pasaporte alemán, Van de Velde abandonó Weimar en 1917 para refugiarse en Suiza, aunque siguió manteniendo buenas relaciones con el gobierno sajón.
Al estar Bélgica ocupada, el paso a Suiza no estaba exento de problemas. Durante el verano de 1918, Van de Velde logró comprar el antiguo Hotel Schloss en Uttwil, donde su familia se unió a él en noviembre de 1918. Sus hijos ingresaron a la escuela secundaria pública en Dozwil. Surgieron problemas financieros. Como ciudadano belga, sus activos en los bancos alemanes fueron bloqueados, incluso después del armisticio, por la joven República de Weimar, por lo que se vio privado de medios de subsistencia. Encuentra a pesar de todo en esta ciudad algunos amigos desarraigados como él, entre ellos René Schickele, o Ernst Ludwig Kirchner al que; durante el otoño de 1917, Van de Velde hizo hospitalizar en el sanatorio Bellevue ubicado en Kreuzlingen.

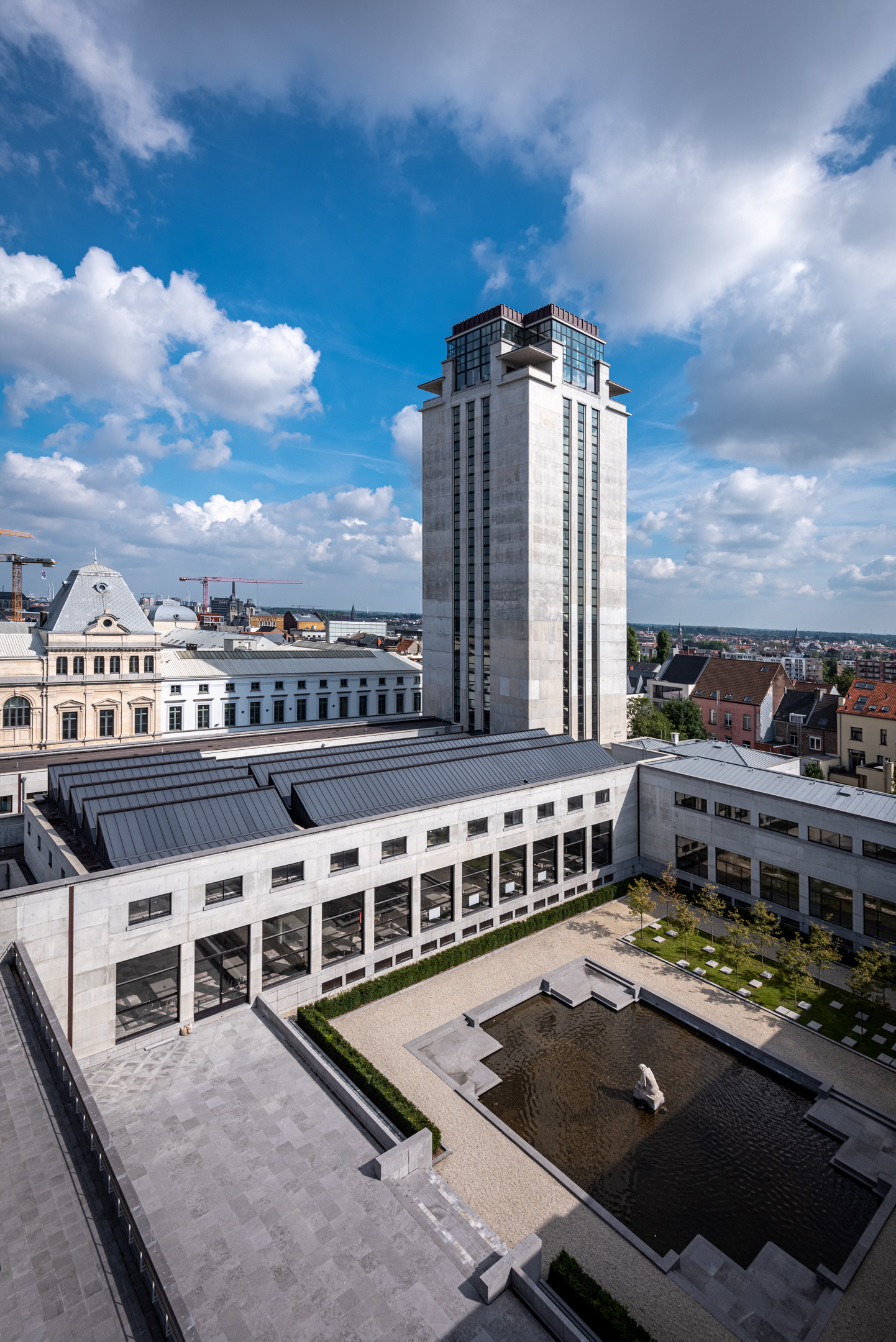
Boekentoren - University Library of Ghent (Van de Velde).

## Vuelta a su país
De 1920 a 1926, trabajó en un proyecto de museo privado en Otterlo en los Países Bajos como arquitecto de la pareja Kröller-Müller, pero este edificio no se completó hasta 1938. En 1925, obtuvo una cátedra de arquitectura en la Universidad de Gante. y un año más tarde se convirtió en director del recién fundado Instituto Superior de Artes Decorativas (ISAD) en Bruselas. Pero el reinicio de su carrera en Bélgica no fue fácil. El Art Nouveau estaba pasado de moda y el movimiento moderno aún estaba en pañales. Además, Van de Velde fue atacado como germanófilo en los años posteriores a la Primera Guerra Mundial.
En la ISAD, más conocida como La Cambre, estuvo al frente hasta 1936. Le sucedieron el poeta y dramaturgo Herman Teirlinck (1936-1950), el arquitecto Léon Stynen (1950-1964) y el historiador del arte Robert-Louis Delevoy ( 1965-1979). Este último resume así la característica aportación de este establecimiento, que debe mucho a su fundador: "Más allá de las disciplinas, más allá de los nombres, más allá del espíritu de los tiempos - porque La Cambre habrá sido, desde el origen, el reflejo de las grandes corrientes de pensamiento y creación de su tiempo- es una actitud, un modo de operar lo que caracteriza a la escuela: la gran mezcla, el gran bullicio, los cruces bajo nivel y el vigor de las ideologías, el rigor del pensamiento, la exigencia de coherencia, la dimensión del sueño y… todos los avatares de la imaginación."
Van de Velde se retiró en 1936, pero aún participó en dos exposiciones internacionales, la Feria Mundial de 1937 en París y la Feria Mundial de 1939 en Nueva York. Ese año, Van de Velde fue nombrado miembro de la Comisión Real Belga de Monumentos y Paisajes. 
Durante la ocupación alemana a causa de la Segunda Guerra Mundial, trabajó como asesor y consultor para la reconstrucción bajo la administración militar alemana. Por ello a sus 83 años volvió a ser visto en Bélgica tras la Segunda Guerra Mundial como un enemigo. Acusado de colaboración en 1945, tuvo que someterse entonces a un procedimiento de examen, que fue rápidamente abandonado.

## Fin de su vida
Invitados por Maja Sacher-Hoffmann, de la familia de los laboratorios fundados por Fritz Hoffmann-La Roche, Van de Velde y su hija mayor Nele van de Velde se instalaron en Suiza a partir del otoño de 1947. Los primeros años vivieron en la casa de la psiquiatra infantil Marie Meierhofer en Oberägeri. El arquitecto Alfred Roth les construyó entonces un sencillo bungalow de madera en las cercanías, al que se mudaron en la primavera de 1957.
Henry van de Velde murió el 25 de octubre de 1957 en Oberägeri (cerca de Zúrich).
El periodista Jean-Pierre Stroobants lo define así: “Opositor de la ornamentación excesiva, Van de Velde no fue el más querido de los creadores de su tiempo. La obra que dejó indica lo injusta que fue la historia con él."

## Obras importantes
- Casa Miss Ansiue en Bélgica
- Casa Baiman

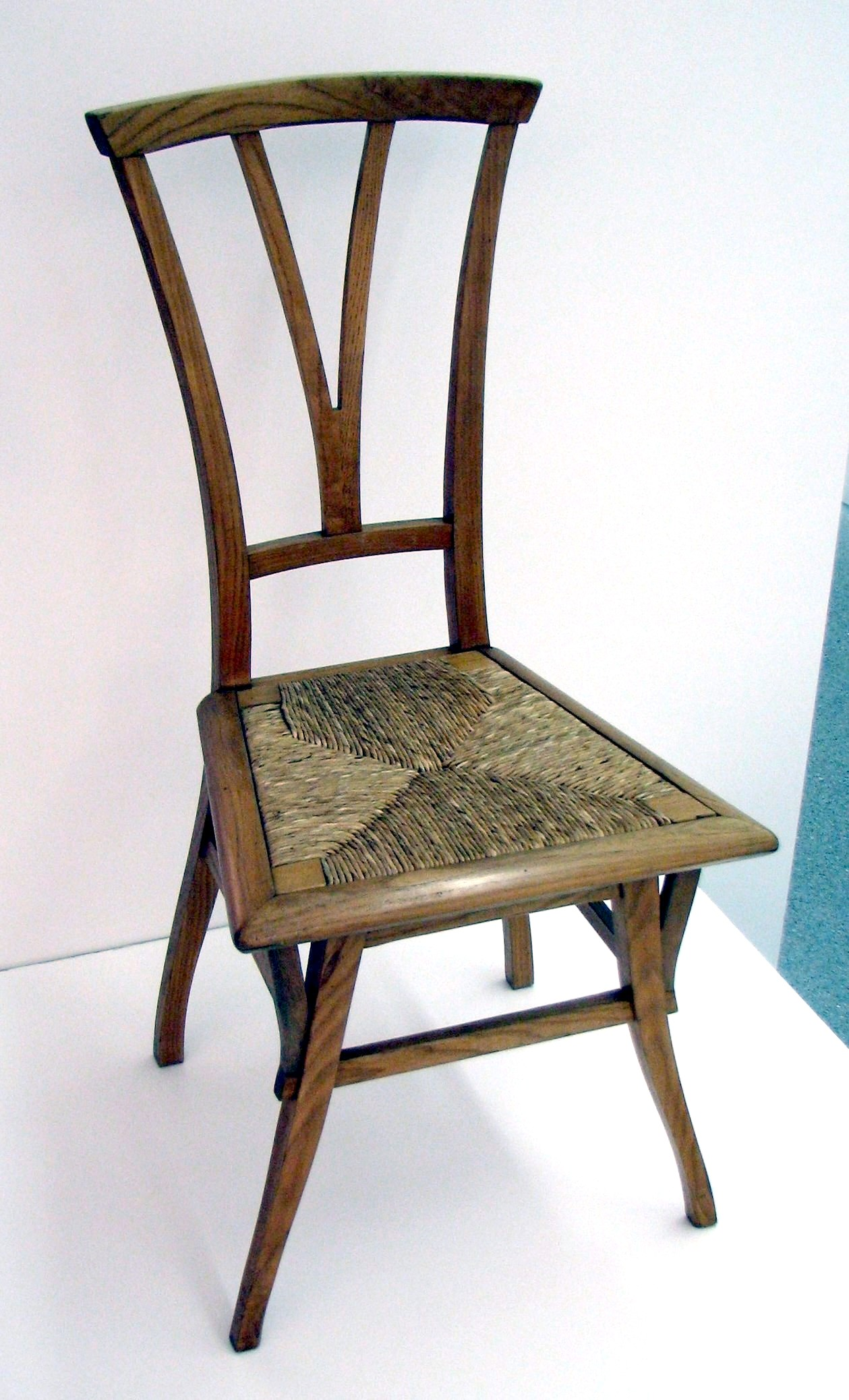
Silla diseñada por Van de Velde para la casa "Bloemenwerf", 1895

- 1895–1896: Villa "Bloemenwerf", primera residencia privada de van de Velde, en Ukkel, (Bruselas) (BEL)
- 1895: Decoración interior de la galería de arte  de Siegfried Bing  "Maison de l'art nouveau" en París (FRA)
- 1899: Acondicionamientos interiores del magacín de la compañía de tabaco Habana, en Berlín (DEU)
- 1900–1902: Interior del Museo Folkwang (hoy Museo Karl Ernst Osthaus) en Essen (DEU)
- 1901: Decoración interior del salón de peluquería de François Haby, en Berlín (hoy en el Märkisches Museum, Berlín) (DEU)
- 1902–1903, 1911 (ampliación): "Villa Esche"[15] en Chemnitz (DEU)
- 1903: Ampliación y decoración interior del Nietzsche Archive en Weimar (DEU)
- 1903: Villa De Zeemeeuw (casa del Dr. Leuring), en Scheveningen (NED)
- 1903–1905: Sanatorium de Trzebiechów
- 1904–1908: Kunstgewerbe (Bauhaus), en Weimar (DEU)
- 1906–1907: club de tenis del  "Chemnitzer Lawn-Tennis-Club" en Chemnitz (demolido después de la Segunda Guerra Mundial)
- 1907–1908: "Hohenhof", mansión para el banquero Karl Ernst Osthaus, en Essen (DEU)
- 1907–1908: «Haus Hohe Pappeln», residencia privada de Van de Velde en Weimar (DEU)
- 1909–1911: "Ernst-Abbe-Denkmal", Memorial para Ernst Abbe en Jena (en colaboración con los escultores Max Klinger y Constantin Meunier)
- 1911 : Kunstschule (Escuela de Artes y oficios, Bauhaus), en Weimar (DEU)
- 1912–1913: Palacio para el Graf Dürckheim en Weimar (DEU)
- 1913–1914: "Teatro Werkbund", Teatro en la exposición de la Deutsche Werkbund en Colonia (demolido en 1920) (DEU)
- 1913–1914: "Villa Schulenburg" (para Paul Schulenburg, industrial del textil), en Gera (DEU)
- 1913–1914: Casa para el dueño de la fábrica Dr. Theo Koerner en Chemnitz (DEU)
- 1913–1914 : Théâtre des Champs Elysées en París (FRA)
- 1927–1928: «La Nouvelle Maison», residencia privada de Van de Velde en Tervuren (BEL)
- 1929–1931:  Residencia de mayores de 'Minna und James Heinemann-Stiftung' en Hannover (DEU)
- 1930: Maison Wolfers,[16] en Bruselas (BEL)
- 1931: Maison Grégoire-Lagasse, en Bruselas (BEL)
- 1933–1935: Policlínica y "Villa Landing" para Dr. Adriaan Martens en "Astene" cerca de Gante (BEL)
- 1933–1938: Instituto superior de historia del arte y de arqueología y biblioteca central de la Universidad de Gante con la torre "Boekentoren" en Gante (BEL)
- 1936–1942: "Technische School", edificio educativo en Lovaina (BEL)
- 1936–1957: Museo Kröller-Müller, en Otterlo.
- 1937: Pabellón belga en la Exposición Internacional de París de 1937 (FRA)
- 1939: Edificio Belga para la Exposición de Nueva York de 1939  (Estados Unidos)

Obras de Van de Velde
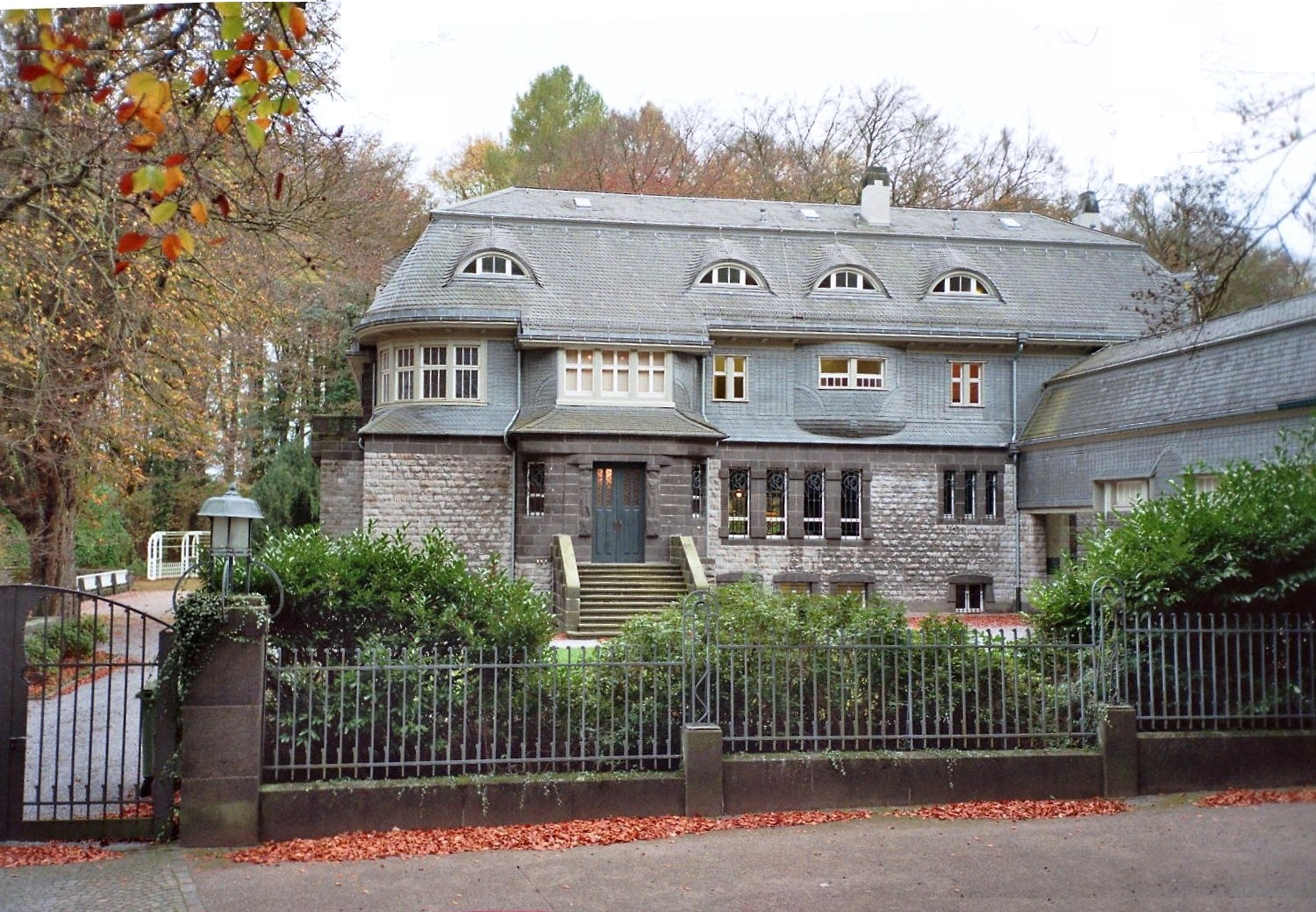
Villa Hohenhof en Hagen
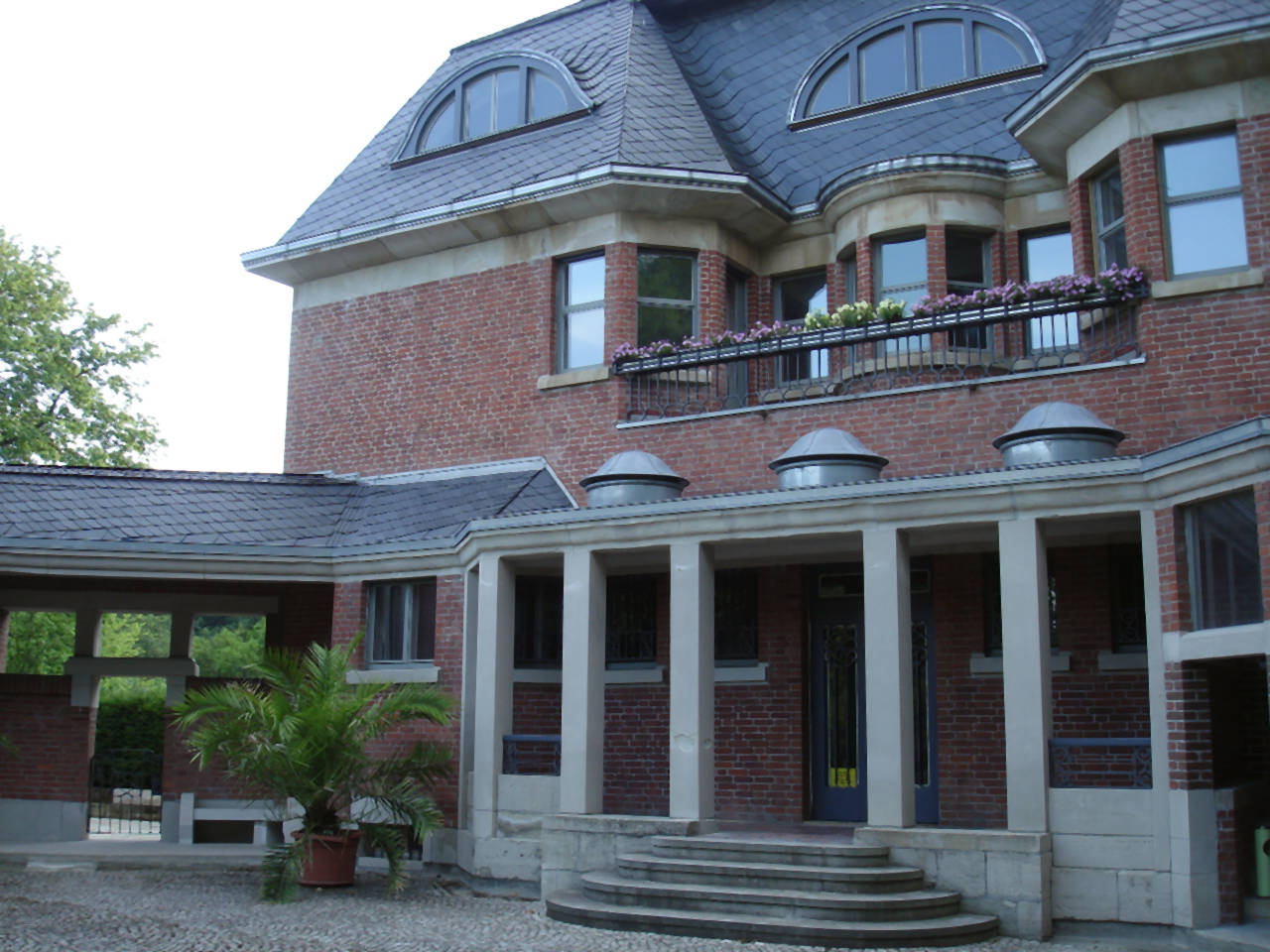
Villa Schulenburg en Gera
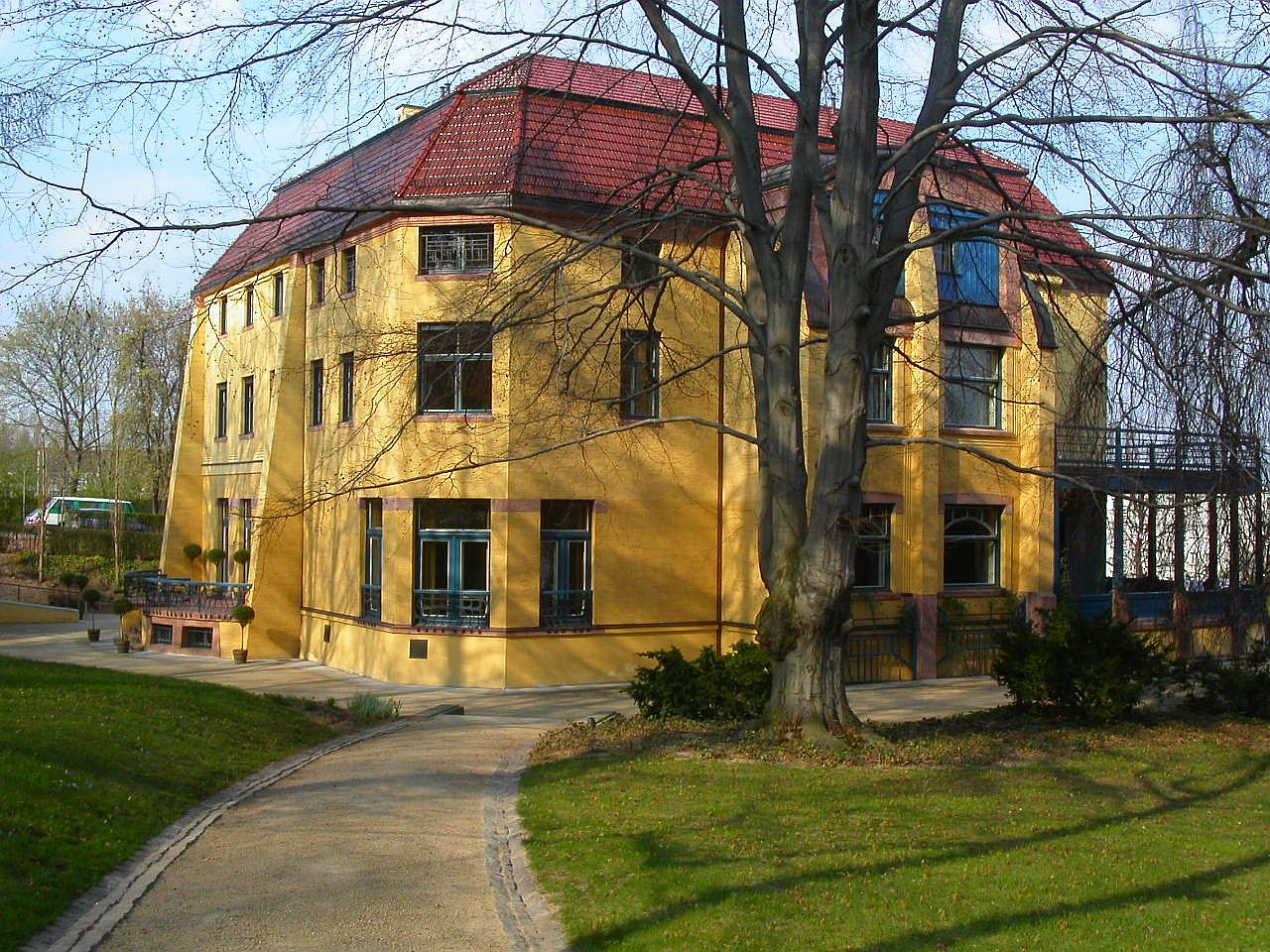
Chemnitz, Alemania: Villa Esche
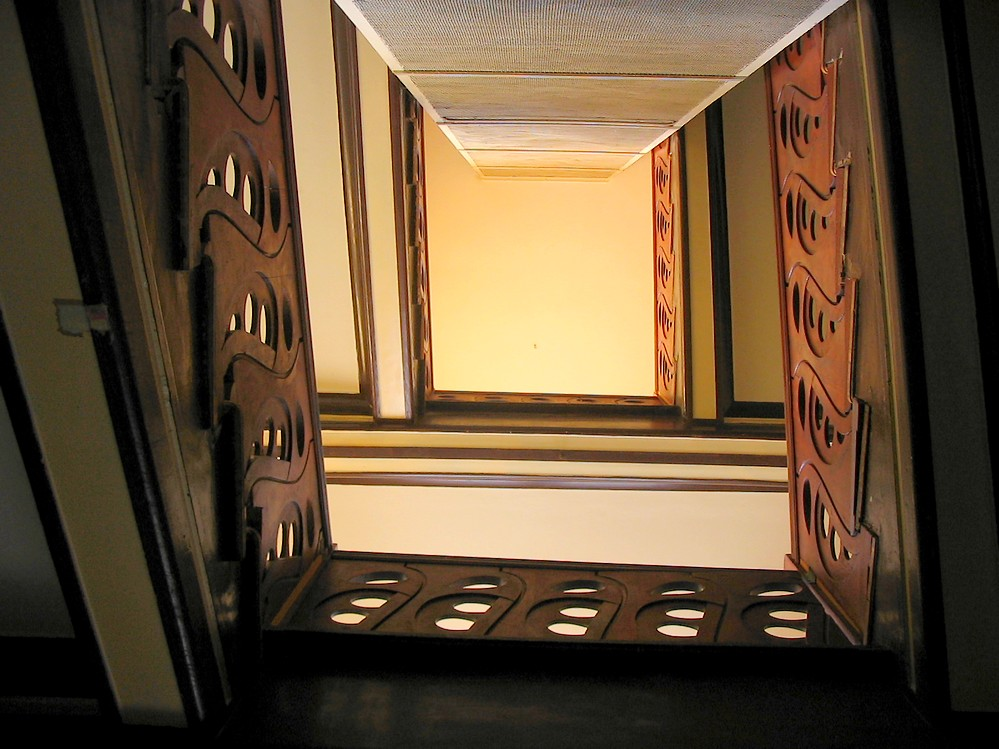
Escalinata del Sanatorium de Trzebiechów
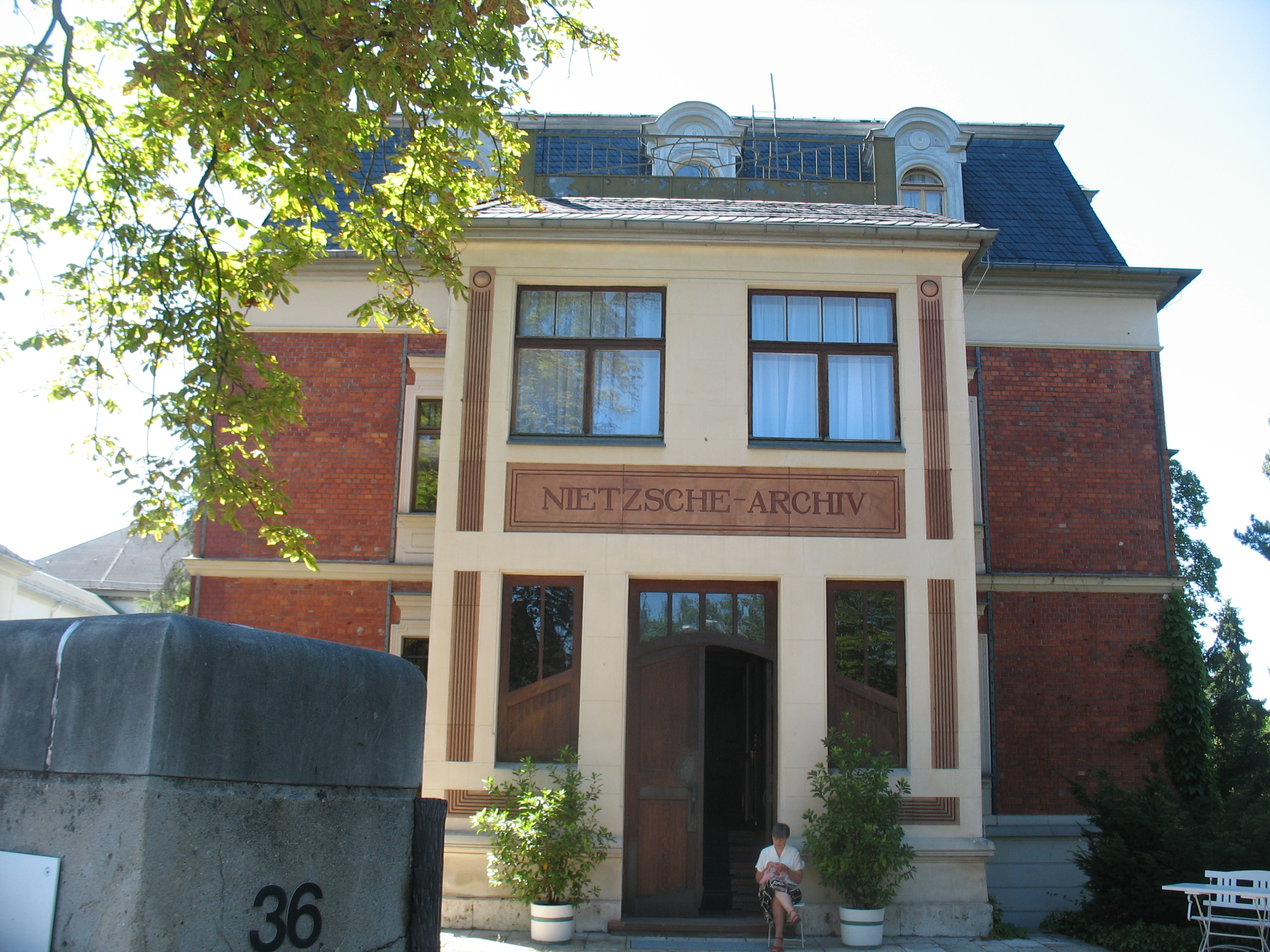
Ampliación del Archivo  Nietzsche en Weimar
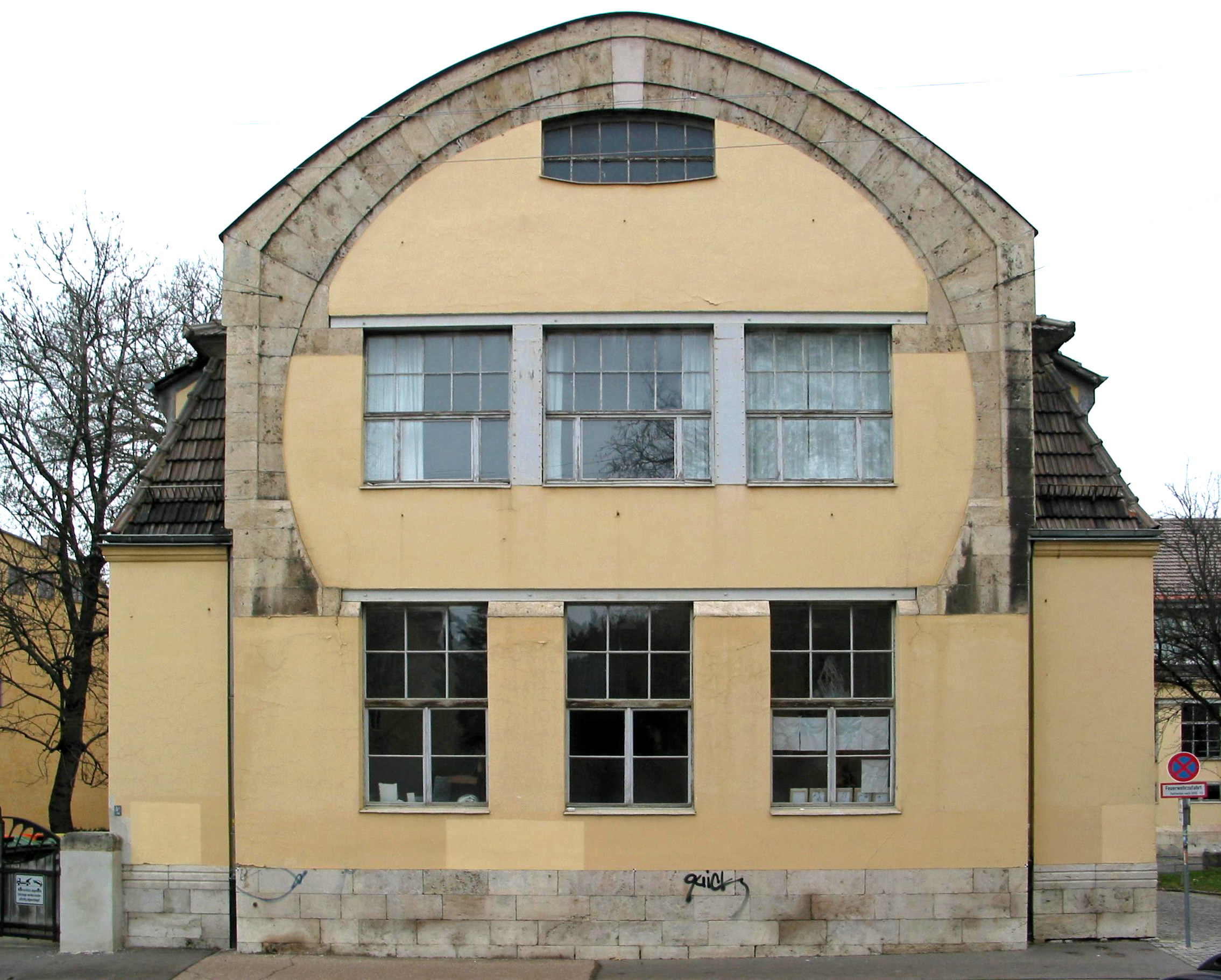
Van-de-Velde-Building en Weimar, sede la facultad de arte de la Bauhaus-University
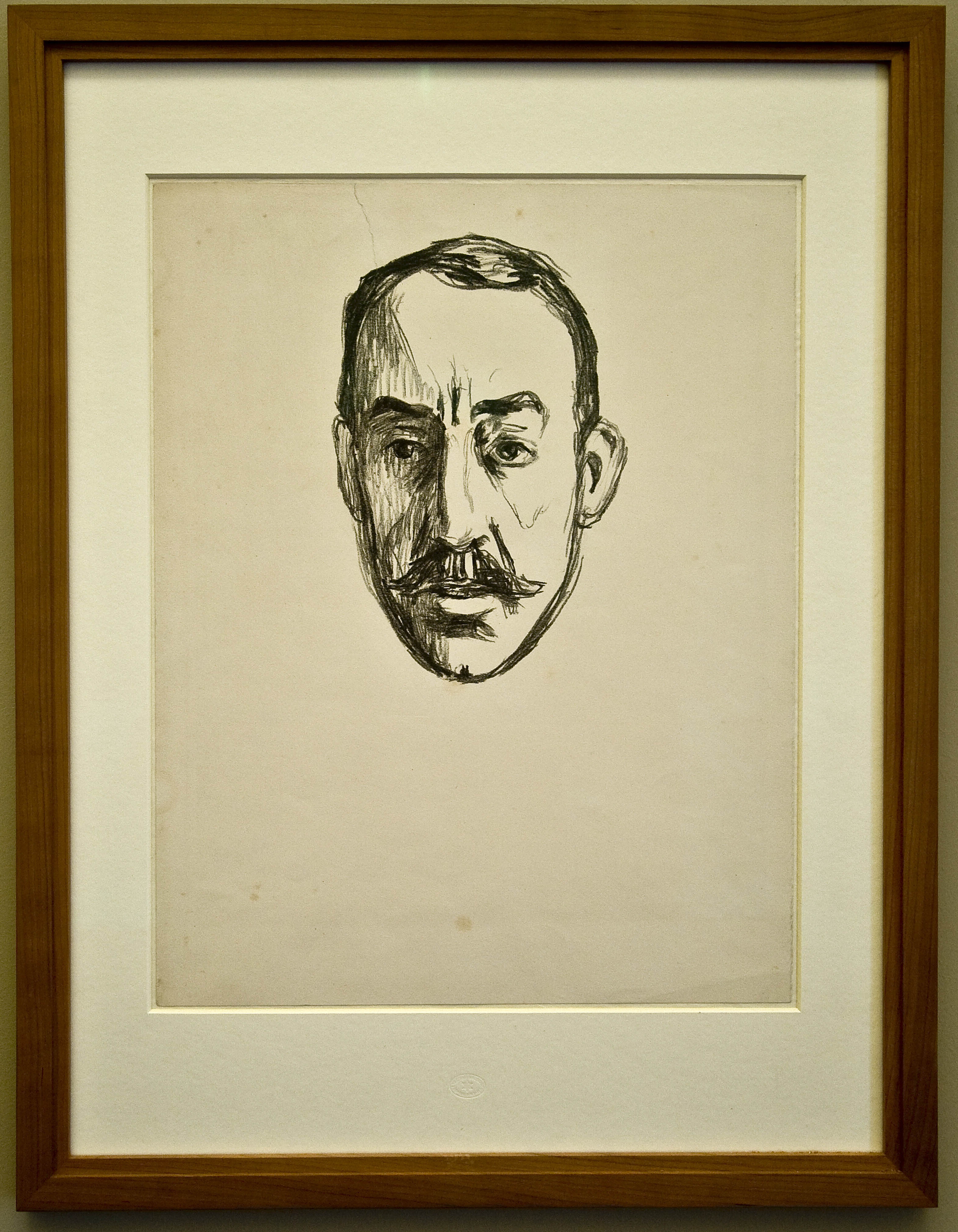
Retrato de Henry van de Velde por Edvard Munch.
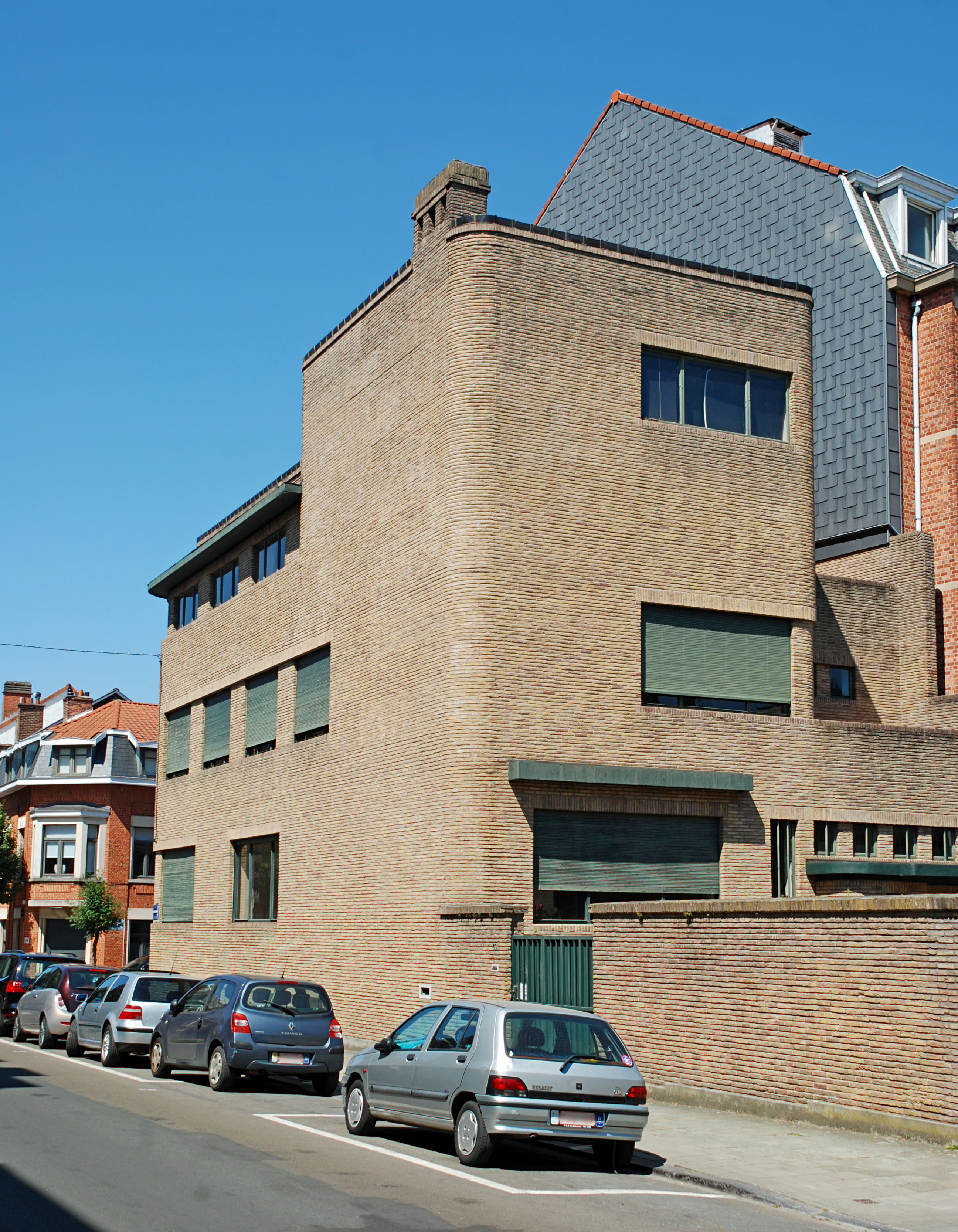
"Wolfers House" en Bruselas).